# Glinder Au
El Glinder Au o Steinbek (baix alemany Steenbeek) és un riu als estats d'Hamburg i de Slesvig-Holstein a Alemanya. Neix a la fontera de Braak i de Stellau. A Billstedt desemboca al Bille que desguassa via l'Elba al mar del Nord.

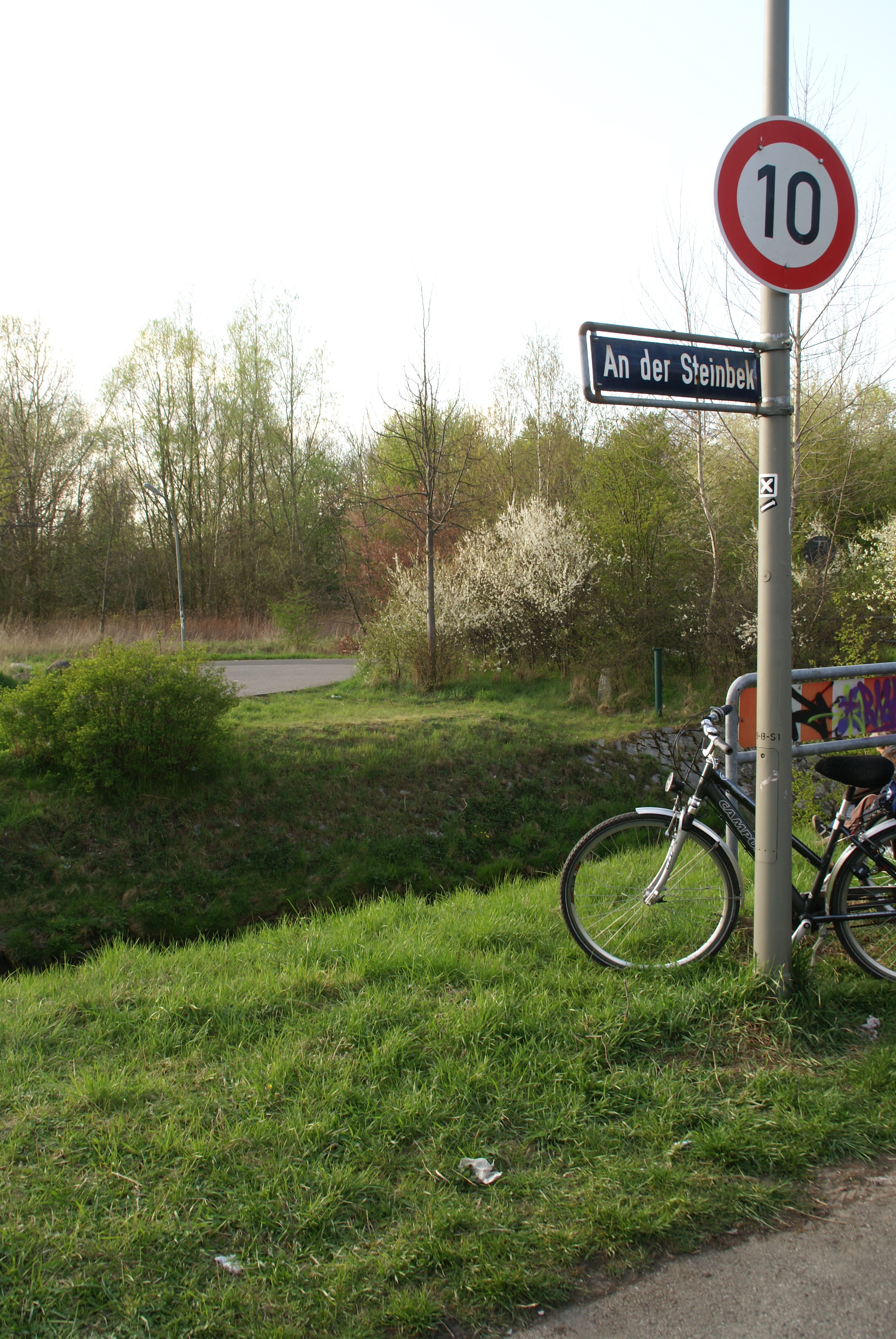
Rètol amb el nom antic del riu a Kirchsteinbek

El tram al nord de Glinde traspuat per causa d'explotació de pedreres de grava va ser restaurat. Avall de Glinde un sender segueix el riu, gairebé fins a la desembocadura. Només a la frontera am Hamburg hi ha una llacuna d'uns quilòmetres. Un projecte de completar-la no va reeixir per causa de la resistència d'uns propietaris. Tot i que el seu nom official és Glinder Au, al curs inferior queden molts topònims que ensenyen el seu nom antic Steinbek (= riu amb pedres) que també es retroba a dos nuclis: Kirchsteinbek i Oststeinbek.

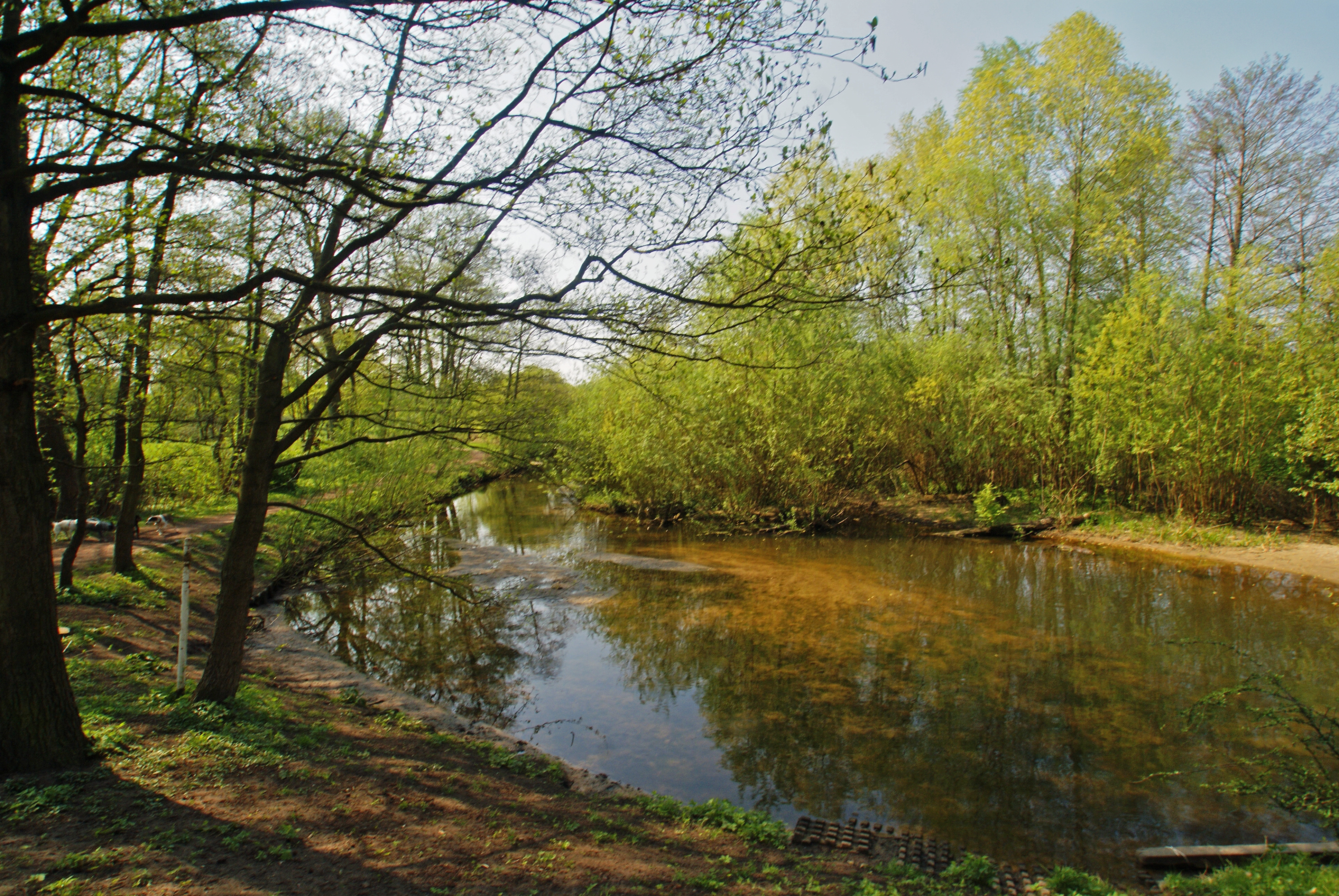
El monument natural de l'Steinfurthdiek a Mümmelmannsberg
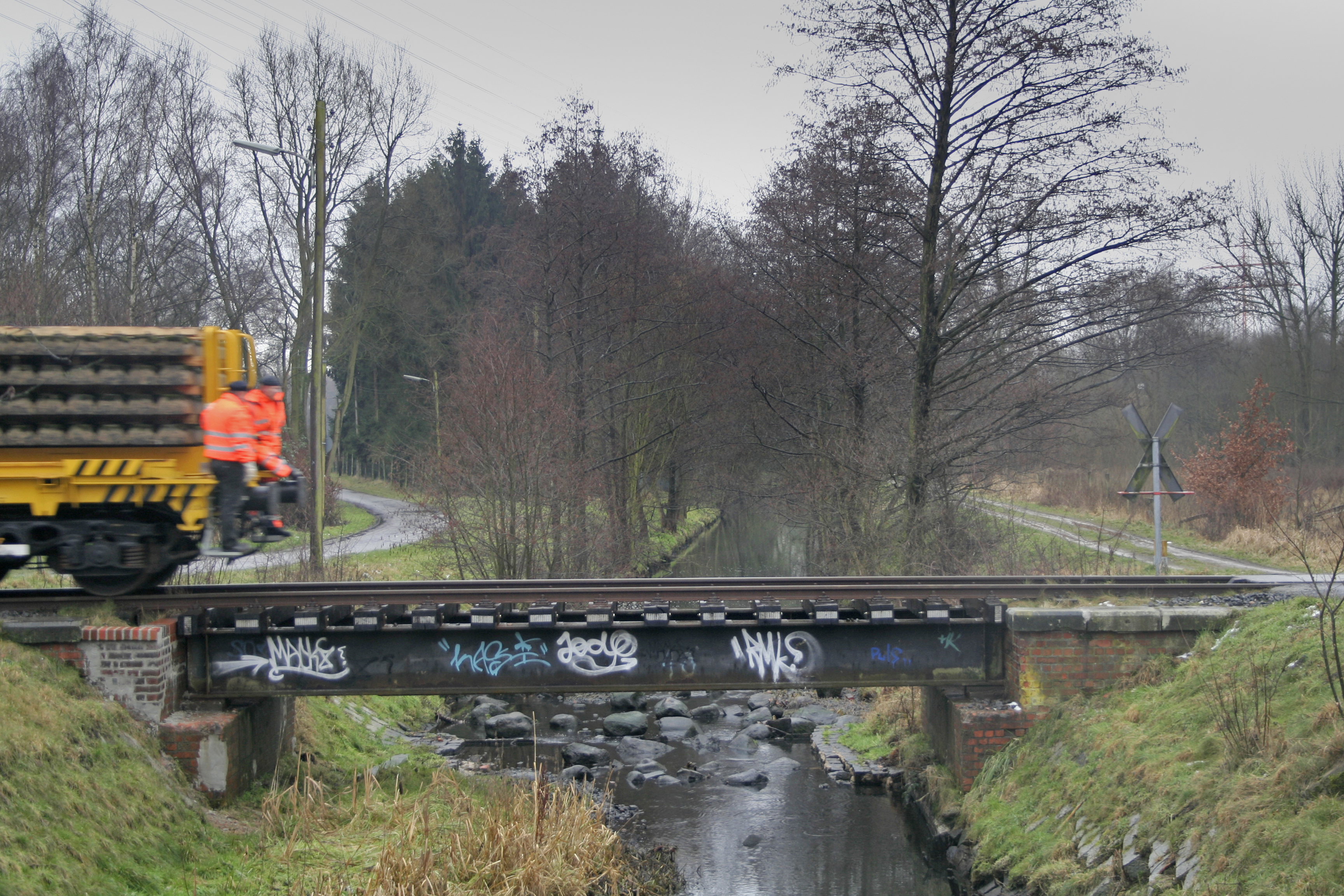
Pont del ferrocarril AKN a Kirchsteinbek
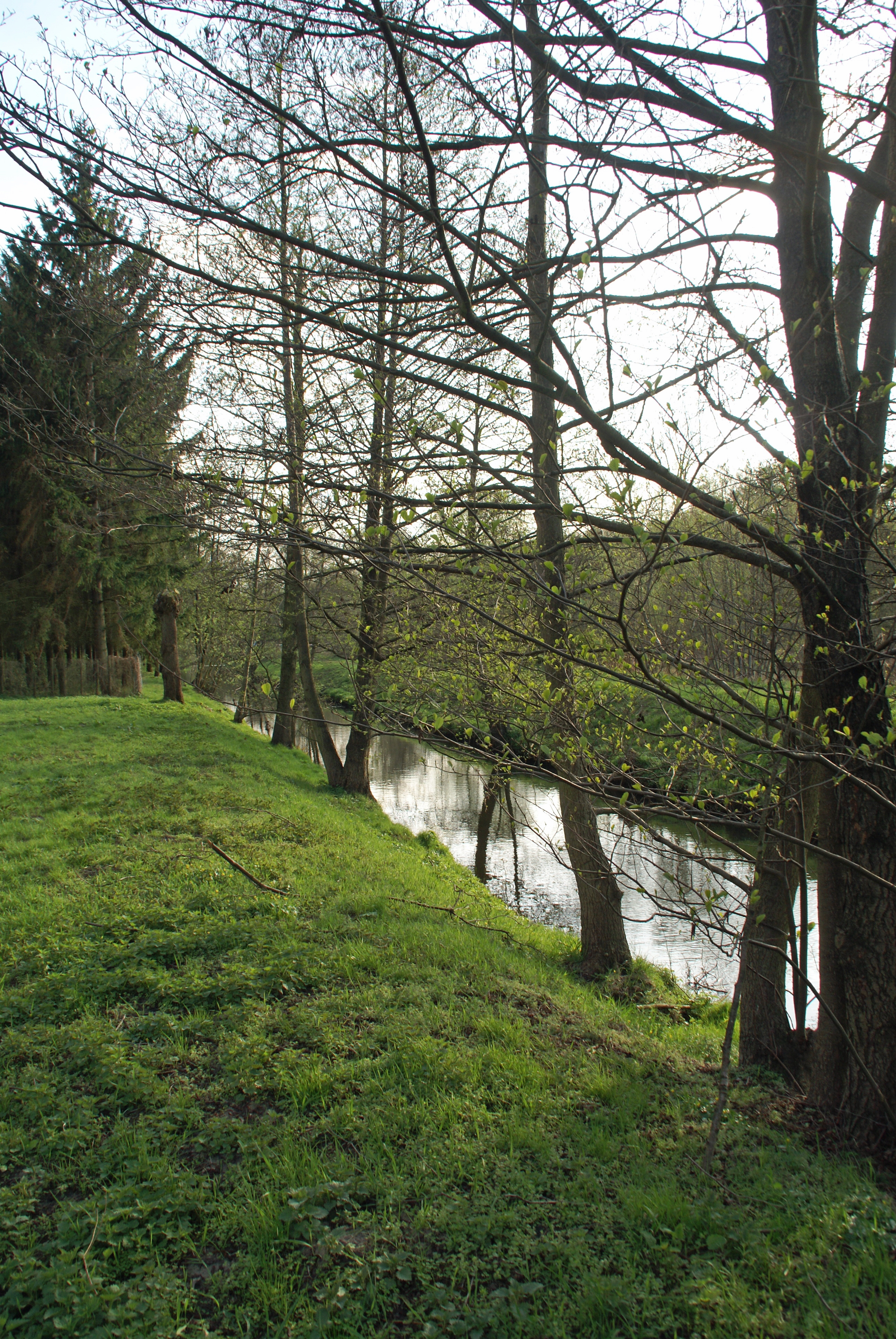
Des del sender An der Steinbek
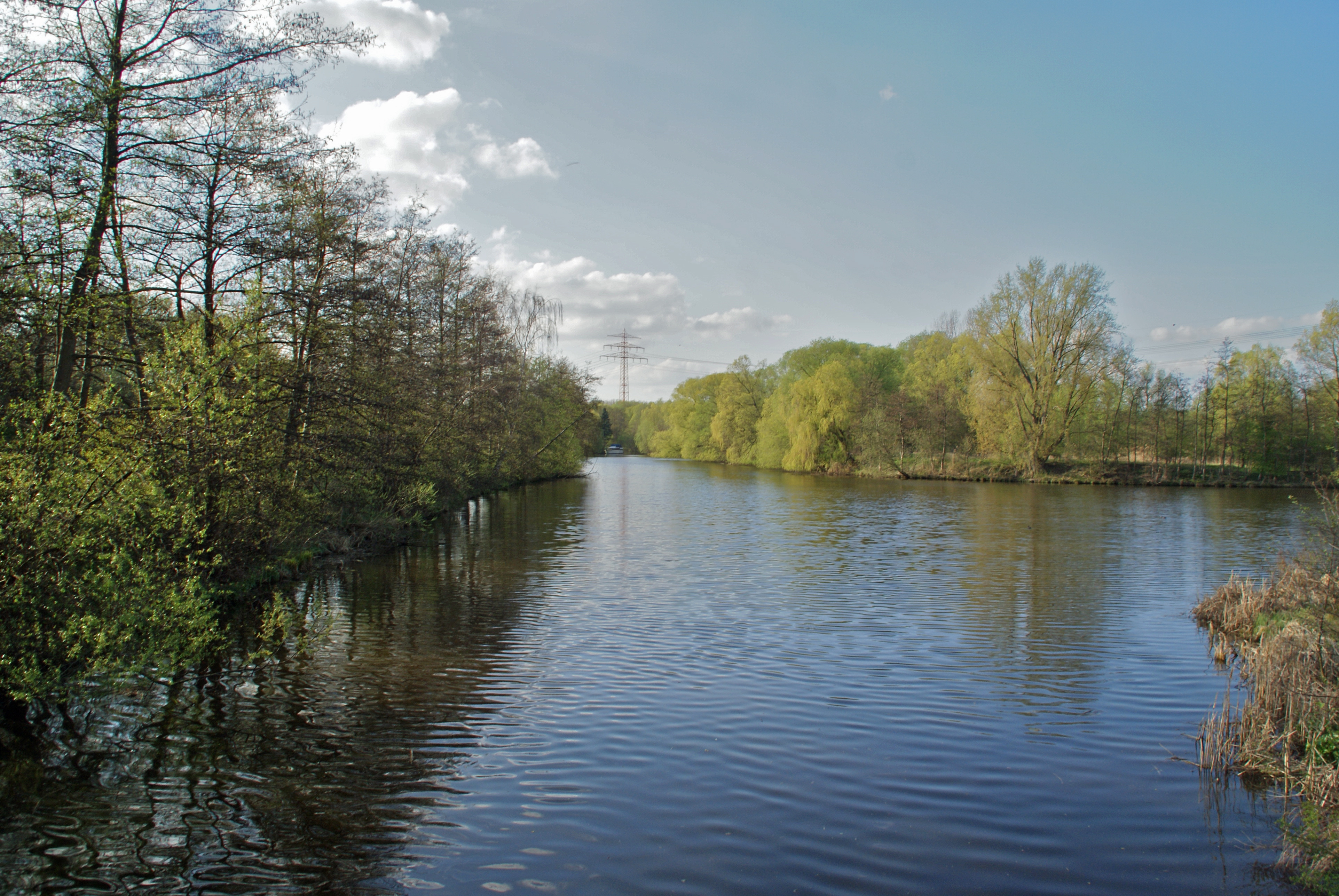
L'aiguabarreig amb el Bille

## Afluents
- Langeloher Graben
- Forellenbach
- Havighorster Graben

## Molins

Estany del molí a Oststeinbek
El molí d'Oststeinbek

Cinq molins s'han construït al riu: a Glinde, Domhorst, Oststeinbek, Steinfurth i Kirchsteinbek.
| \| \| Conca del Bille (Bil·le) \| |                          |
| Haken • Oberhafen • Oberhafenkanal • Schleusenkanal • Hochwasserbassin • Rückerskanal • Billekanal • canal de Billbrook • Bullenhuser Kanal • Tiefstackkanal • Steinbrookgraben • Glinder Au o Steinbek • Havighorster Graben • Forellenbach • Schleemer Bach • Barsbek • Jenfelder Bach • Bornbek • Bornmühlenbach • Ladenbek • Kampbille • Schleusengraben • Brookwetterung • Schulenbrooksbek • Dalbek • Knollgraben • Forstgraben • Trittauer Mühlenbach • Amelungsbek • Corbek • Schwarzer Au |                          |
| | Conca del Bille (Bil·le) |